# The Fall of an Empire
The Fall of an Empire – drugi, studyjny album francuskiego, powermetalowego zespołu Fairyland. Wydany w 2006 roku, zawiera 14 utworów.

## Lista utworów
1. "Endgame" – 1:16
2. "The Fall of an Empire" – 5:56
3. "Lost in the Dark Lands" – 6:01
4. "Slaves Forlorn" – 1:11
5. "The Awakening" – 4:51
6. "Eldanie Uelle" – 5:22
7. "Clanner of the Light" – 6:07
8. "To the Havenrod" – 1:05
9. "The Walls of Laemnil" – 5:58
10. "Anmorkenta" – 6:01
11. "In Duna" – 5:02
12. "The Story Remains" – 10:38
13. "Look Into the Lost Years" – 3:15
14. "Across the Endless Sea" (utwór bonus) – 5:31